# 欽戈拉縣

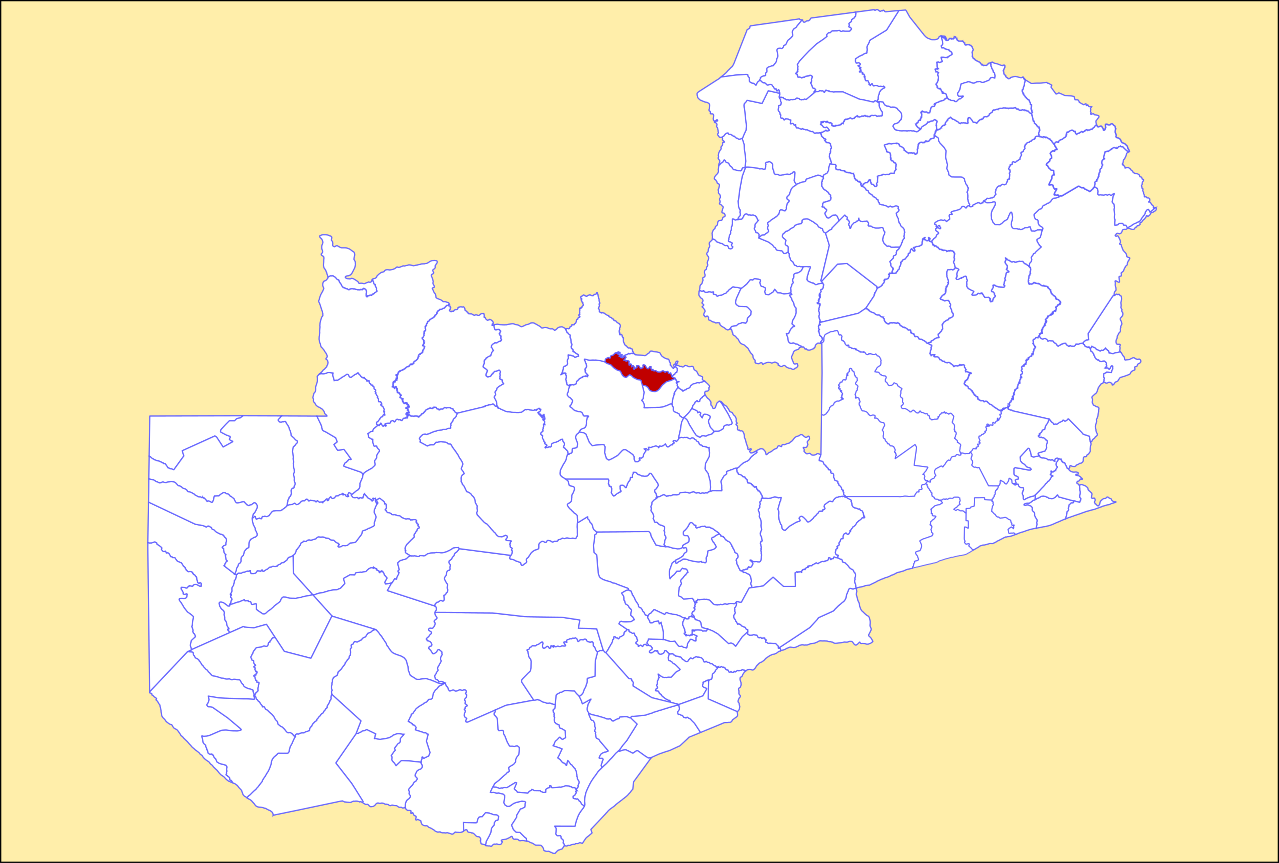

12°30′S 27°45′E / 12.500°S 27.750°E
欽戈拉縣（英語：Chingola District），是贊比亞的縣份，位於該國中部，由銅帶省負責管轄，首府設於欽戈拉，面積1,678平方公里，2010年人口216,626，人口密度每平方公里129.1人。